# 監督員
監督員（かんとくいん）とは、請負契約の的確な履行を担保するため、注文者の代理人として、請負わせた工事が設計図書に従って施工されているか否かを監督するもので、材料調合、見本検査等にも立ち会うのが例とされている。これは、建設工事はその性質上、工事完成後に施工上の瑕疵を発見する事は困難であり、また仮に瑕疵を発見することができても、それを修復するには相当の費用を要する場合が多く、施工の段階で逐次監督する事が合理的であることによる。

## 概要
建設工事の注文者が、契約内容の変更の承諾など注文者の契約の定めに基づく行為を、注文者に代わって監督員に意思表示（契約約款や仕様書の定めに基づく協議、承諾、通知、指示、請求、報告、申出、解除など）させるために権限を授与するときは、監督員へ授与する代理行為の権限の範囲及び監督員の代理行為についての請負人の注文者に対する意見の申出の方法を、請負人へ書面（代理権授与通知書など）により通知しなければならない。（民法第99条から第118条まで、建設業法第19条の2第2項）
これについては、注文者と請負者が相互に交付する契約約款に予め監督員の権限と意見の申出方法が記載されている建設工事標準請負契約約款叉はこれに準拠した契約書を使用し、請負人への監督員の通知について簡略にしておくことが一般的である。
なお、監督員の選任は注文者の判断によるもので法令による定めはなく、必ずしも選任をしなければならないものではない。但し、この場合における監督員の権限は、注文者本人が行使する事となる。
特に公共工事の場合、監督員が置かれる背景には、請負契約上の注文者が都道府県知事や市区町村長といった首長、または出先機関や部門の長などの高位の公務員なっていることが多く、そういった注文者は必ずしも工事に関する知識や技能を有しているとは限らないうえに、本来の業務が繁忙な状況の中で工事を適切に監督をすることは極めて困難であることから、工事に関する知識や技能を有している技術系職員(技官、技術吏員)を一般的に監督員として選任し工事を適切に監督させている。

また民間工事の場合でも、注文者がかつての行政機関の現業組織や公企業が民営化した企業であったり、第三セクターであったりした場合、監督員が置かれることがある。
余談ではあるが、監督員という名称から、『監督員』＝『現場監督（＝職長、作業主任者）』という誤解が根強く残っているがこれは誤りである。同様に、監督行為の拡大解釈による、下請負人の労働者への工事を施工させるための指示・管理などにあたる行為（当該請負人の職長や作業主任者の職務）があるが、これについては、労働基準法第6条、第24条、職業安定法第44条、労働者派遣事業の適正な運営の確保及び派遣労働者の保護等に関する法律（労働者派遣法）第4条第1項に接触する。（民法第623条、第632条）
反対に、監督員を単に担当者であると解釈し、代理行為に係る意思表示を代理権を授与されていない上役に求め、代理権を授与された当該監督員が意思表示しない事がある。

## 監督員に必要な資格等
監督員には、注文者に代わり代理行為を行使するための能力は必要とせず（民法第102条）、代理権の範囲内の監督員の行為の責任は、注文者本人が負う。
なお、監督員は注文者の代理人であるため、注文者本人の選任は適当ではない。

## その他

### 施工体制台帳・再下請負通知書（記入例）
監督員の代理権の範囲及び監督員の代理行為についての請負人の注文者に対する意見の申出の方法の記入について
- 注文者の法律行為、代理権の範囲及び意見の申出方法について契約約款に記載があり、かつ代理権の範囲等が契約約款記載のとおりである場合の記入例

権限・・・建設工事請負契約書第9条第2項記載のとおり
意見の申出方法・・・書面による
- 契約約款に注文者の法律行為の記載はあるが、監督員の権限の範囲などの記載がないため、代理権授与通知書等により通知する場合の記入例

権限・・・代理権授与通知書記載のとおり
意見の申出方法・・・書面による（代理権授与通知書記載のとおり）

### 土木工事共通仕様書等における用語の定義（参考）
- 指示とは、契約図書の定めに基づき、監督職員が受注者に対し、工事の施工上必要な事項について書面により示し、実施させることをいう。
- 承諾とは、契約図書で明示した事項について、発注者若しくは監督職員または受注者が書面により同意することをいう。
- 協議とは、書面により契約図書の協議事項について、発注者または監督職員と受注者が対等の立場で合議し、結論を得ることをいう。
- 提出とは、監督職員が受注者に対し、または受注者が監督職員に対し工事に係わる書面またはその他の資料を説明し、差し出すことをいう。
- 提示とは、監督職員が受注者に対し、または受注者が監督職員または検査職員に対し工事に係わる書面またはその他の資料を示し、説明することをいう。[注釈 6]
- 報告とは、受注者が監督職員に対し、工事の状況または結果について書面により知らせることをいう。
- 通知とは、発注者または監督職員と受注者または現場代理人の間で、監督職員が受注者に対し、または受注者が監督職員に対し、工事の施工に関する事項について、書面により互いに知らせることをいう。
- 連絡とは、監督職員と受注者または現場代理人の間で、監督職員が受注者に対し、または受注者が監督職員に対し、契約書第18条に該当しない事項または緊急で伝達すべき事項について、口頭、ファクシミリ、電子メールなどの署名または押印が不要な手段により互いに知らせることをいう。

なお、後日書面による連絡内容の伝達は不要とする。
- 受理とは、契約図書に基づき請負者の責任において監督職員に提出された書面を監督職員が受け取り、内容を把握することをいう。
- 確認とは、契約図書に示された事項について、監督職員等が臨場若しくは請負者が提出した資料により、監督職員がその内容について契約図書との適合を確かめ、請負者に対して認めることをいう。
- 把握とは、監督職員等が臨場若しくは請負者が提出又は提示した資料により施工状況、使用材料、提出資料の内容等について、監督職員が契約図書との適合を自ら認識しておくことをいい、請負者に対して認めるものではない。
- 立会いとは、契約図書に示された項目について、監督職員等が臨場し、内容を確かめることをいう。
- 契約図書とは、契約書、共通仕様書[注釈 7]、特記仕様書[注釈 8][注釈 9]、図面[注釈 10]、現場説明書[注釈 11]及び現場説明に対する質問回答書[注釈 12]をいう。また、土木工事においては、工事数量総括表[注釈 13]を含むものとする。
- 書面とは、手書き、印刷物等による工事打合せ簿等の工事帳票[注釈 14]をいい、発行年月日を記載し、署名または押印したものを有効とする。

### 代理人による契約書などへの記名押印（参考）
代理人によって契約締結などする場合、
1. 注文者の住所及び氏名[注釈 15]、
2. 代理人の住所、
3. 代理人の肩書き（監督員）を記入し、代理人の署名または記名押印をする。[注釈 16]

（書面には、何者の代理であるかを明らかにするため、注文者の名を記入する方が客観的に確実であり妥当。）